# Ксаверовка Вторая
Ксаве́ровка Втора́я (укр. Ксаверівка Друга) — село, входит в Васильковский район Киевской области Украины.
Население по переписи 2001 года составляло 225 человек. Почтовый индекс — 08662. Телефонный код — 4571. Занимает площадь 0,43 км². Код КОАТУУ — 3221484303.

## Местный совет
08660, Київська обл., Васильківський р-н, с.Ксаверівка, вул.Центральний майдан,2